# Острва Гамбје
Острва Гамбје (фр. Îles Gambier или Archipel des Gambier) су група острва у јужном Пацифику, и део Француске Полинезије. У овом архипелагу потоје 14 острва и сва су вулканског порекла. 
Највеће острво, Мангарева, дуго је 8 км и окружено је је коралним гребеном који обухвата 64 км.Број становника по попису из 2012. је 1.421, а највеће насеље је Рикитеа.
Гамбијева острва припојила је Француска 1881. године.